# Labour Party (Nigeria)
Die Labour Party (LP) ist eine sozialdemokratische politische Partei in Nigeria. Die Partei wurde 2002 gegründet und war zuvor als Party for Social Democracy (PSD) bekannt, bevor sie im folgenden Jahr ihren heutigen Namen annahm. Die Partei hat zum Ziel sozialdemokratische Prinzipien und Ideale zu fördern und zu verteidigen, um soziale Gerechtigkeit, Fortschritt und Einheit zu erreichen. Der Parteislogan lautet „Vorwärts Immer (Forward Ever).“
Vom 27. Mai 2022 an nahmen die Mitgliedschaften und die Unterstützungen der Partei drastisch zu, als der ehemalige Gouverneur des Bundesstaates Anambra, Peter Obi, der Partei beitrat, kurz nachdem er die People’s Democratic Party (PDP) verlassen hatte, um sich für die nigerianischen Präsidentschaftswahlen 2023 zu bewerben.

## Geschichte

### 2002 bis 2022
Die Partei wurde 2002 als Party for Social Democracy gegründet. Ihr Name wurde nach den Parlamentswahlen 2003 offiziell in Labour Party geändert. Olusegun Mimiko kandidierte erfolgreich als Gouverneurin des Bundesstaates Ondo unter dem Banner der Labour Party für einen Zeitraum von zwei Amtszeiten (2009–2017), kehrte 2021 aber zur PDP zurück. Ansonsten erzielte die Partei aber keine Wahlerfolge in Nigeria.

### Seit 2022: Präsidentschaftskandidatur von Peter Obi
Entsprechend war die Labour Party in der IV. Republik bislang eine Außenseiterin. Dies könnte sich mit der Präsidentenwahl 2023 ändern, da Labour-Spitzenkandidat und Unternehmer Peter Obi (im Dezember 2022) in den Meinungsumfragen deutlich führt. Wahlkampfveranstaltungen der Obi-Anhänger („Obi-dients“) gleichen einer Kombination aus Karneval und Meisterschaftsfeier. Am Nationalfeiertag, dem 1. Oktober 2022, konnte die Labour-Wahlkampfveranstaltung in Lagos 4 Millionen Teilnehmer vermelden. Auch in einem Dutzend anderer Städte wie Aba, Kaduna, Nassarawa und Asaba fanden „million marches“ statt. Kaduna und Nassarawa liegen im nördlichen, streng islamischen Teil Nigerias, während Peter Obi ein Christ aus dem Süden ist. Der Umstand, dass Obi als erster aussichtsreicher Präsidentschaftskandidat zur seit dem Biafrakrieg unterprivilegierten Ethnie der Igbo gehört und dennoch außerhalb der Igbo-Staaten Mehrheiten zu finden weiß, verdient besondere Beachtung.